# Slender Man
Lo Slender Man (letteralmente uomo snello), o più semplicemente Slender, è un personaggio immaginario protagonista di racconti dell'orrore del genere creepypasta e di videogiochi, nato e diffusosi come fenomeno di Internet. Venne creato nel 2009 da Eric Knudsen, noto col nome d'arte di Victor Surge, per un concorso fotografico sul sito Something Awful. Il personaggio ha avuto numerosi adattamenti e compare in serie tv, cartoni animati e in videogiochi come easter egg; è stato inoltre oggetto anche di un caso di cronaca, l'Accoltellamento di "Slender Man".

## Genesi del personaggio
Il personaggio venne creato da Eric Knudsen nel 2009 e venne reso pubblico attraverso il sito web Something Awful, in seguito a un concorso fotografico che si basava sull'idea di usare il fotoritocco per aggiungere dettagli macabri o entità misteriose nelle foto. Il personaggio nelle illustrazioni create da Knudsen appariva spesso insieme a dei bambini in alcuni parchi giochi; le immagini erano modificate con un filtro seppia per ricreare l'effetto di una foto invecchiata, e si presentavano corredate da una breve didascalia. Il personaggio impressionò la giuria e Knudsen vinse il concorso, riscuotendo un enorme successo e divenendo protagonista di numerose creepypasta (brevi racconti horror) e di numerose opere fan art, le quali diedero vita a un vero e proprio fandom. In un'intervista pubblicata sul sito Know Your Meme, Knudsen dichiarò di essersi ispirato a leggende popolari come l’uomo nero, le opere di Howard Phillips Lovecraft, Zack Parsons, Stephen King (in particolare al romanzo La nebbia) e ai libri dello scrittore surrealista William Seward Burroughs II.

## Diffusione
La prima vera diffusione del personaggio avvenne tramite la piattaforma YouTube con il canale MarbleHornets, sul quale vennero caricati una serie di video in stile finto documentario. Nei filmati, alcuni ragazzi, con l'aiuto di una telecamera amatoriale, riprendevano eventi misteriosi per un concorso scolastico. Durante le riprese, l'essere veniva avvistato più volte e i ragazzi ne furono perseguitati. In tali video, l'entità viene chiamata The Operator (l'Operatore) e agisce insieme a due persone da lui controllate e soprannominate Masky e Hoody (Timothy e Brian), per via del fatto che indossano rispettivamente una maschera e una felpa, obbedendo ciecamente all'Operatore e tenendo nascosta la loro identità. La webserie riscosse un enorme successo, tanto che ne fu estratto un adattamento cinematografico.

## Caratterizzazione del personaggio

### Aspetto fisico
Il personaggio è un uomo stilizzato di carnagione bianca e dalla testa calva, di corporatura snella, molto alto e col volto privo di occhi, bocca e orecchie; ha due braccia lunghe fino alle ginocchia che terminano in grosse mani con dita provviste di artigli; inoltre, dalla sua schiena fuoriescono tentacoli neri (da 4 a 8). Indossa un abito nero con una cravatta rossa che venne aggiunta dai fan.

### Attività
È abitualmente dedito al sequestro di persona di bambini e adolescenti ma non è raro che prenda di mira anche gli adulti. Si trova spesso nelle foreste o in luoghi abbandonati, ma sono stati segnalati avvistamenti anche in zone di villaggi abitati. Una volta che ha scelto la sua preda, può seguirla fino in città o in casa o addirittura perseguitarla ovunque in quanto egli è capace di teletrasportarsi, rendendosi visibile soltanto alla vittima, ai suoi amici e familiari. Di solito le sue apparizioni avvengono gradualmente: all'inizio si limita ad comparire sui tetti delle case, in lontananza, o a lasciare indizi della sua presenza, ad esempio video, messaggi o chiamate; col passare del tempo le sue apparizioni diventano sempre più frequenti. La possibilità di incontrarlo aumentano se si parla di lui. Le vittime dello Slender Man entrano in paranoia ed ansia costante, cominciano ad avere allucinazioni, febbre, prorompono in risate isteriche, hanno pensieri volgari e malesseri vari; talora se sono bambini possono assumere un comportamento molto amichevole con gli altri per poi indurli in trappola, facilitando così la cattura allo Slender Man.

### Poteri
Lo Slender Man dispone di diversi poteri: uno dei più conosciuti è la capacità di teletrasportarsi (o muoversi molto velocemente) da un luogo all'altro e di mimetizzarsi nell'ambiente circostante. È inoltre in grado di causare interferenze a tutti i componenti elettronici e apparecchiature elettroniche, capacità molto usata nei videogiochi Slender: The Eight Pages e nel suo seguito Slender: The Arrival. Sempre nei due videogiochi, la presenza dell'entità causa anche problemi con le fonti di luce. Può provocare inoltre malesseri come: vertigini, nausea, disorientamento, vomito, mal di testa, svenimento, perdita di memoria temporanea e sanguinamenti vari. Vi sono poi sintomi più gravi, quali insonnia, paranoia, aggressività, panico, ansia, allucinazioni, autolesionismo, disturbo dissociativo dell'identità e disturbo ossessivo-compulsivo. Tali sintomi, che sono gli effetti delle sue interferenze, vengono associati alla Slender Man Sickness (in italiano Malattia dello Slender Man). Lo Slender Man ha anche la capacità di trasformare le sue vittime in proxy (che significa intermediario), e di usarli quindi per diversi scopi. In alcuni casi, certi proxy non adempiono ai suoi ordini e vengono ripudiati o eliminati: coloro che si ribellano prendono il nome di Mutinoxy.

## Proprietà intellettuale
Il personaggio non è di dominio pubblico poiché Knudsen ha registrato un copyright sul nome "Slender Man" nel gennaio 2010. Diverse imprese a fini di lucro che coinvolgono la figura Slender Man hanno inequivocabilmente riconosciuto Knudsen come il creatore di questo personaggio; inoltre, alcuni progetti commerciali, compreso un film finanziato su Kickstarter, sono stati bloccati a seguito delle denunce legali dei detentori dei diritti. Anche se Knudsen ha concesso la sua approvazione a una serie di progetti correlati (webserie e opere sul web), il tutto è complicato dal fatto che, nonostante lui sia il creatore del personaggio, i diritti di adattamento in altri media, incluso il cinema e la televisione, sono in possesso di terzi. L'identità del detentore dei diritti non è stata resa pubblica. Knudsen ha dichiarato e sostenuto che la sua applicazione del diritto d'autore non ha che fare con il tornaconto finanziario bensì con l'integrità artistica del personaggio stesso.

## Terminologia
Nelle numerose opere legate allo Slender Man, sono stati coniati alcuni termini utilizzati per indicare il personaggio stesso o entità in qualche modo collegate ad esso.
- The Operator: Il termine The Operator (in italiano: l'Operatore) viene usato per indicare Slender Man nella webserie Marble Hornets.[10][11]

- Proxy: Il termine Proxy (in italiano: Intermediario) viene usato per indicare le entità o persone che sono sotto l'influenza o il controllo di Slender Man. Questo termine è stato usato per la prima volta nell'ARG (Alternate Reality Game) DarkHarvest00.[12]

- Mutinoxy o Reneged: Il termine Mutinoxy viene usato per indicare entità o persone che sono riuscite a liberarsi dal controllo di Slender Man. Il termine Mutinoxy, derivato dall'incrocio delle parole Mutinous (in italiano: Ammutinato) e Proxy, viene usato dai Proxy per riferirsi ai Proxy traditori. Il termine viene utilizzato nella scrittura delle Creepypasta Proxy che vedono come protagonisti Slender Man, Proxy e Mutinoxy. In seguito il termine per riferirsi ai Mutinoxy viene sostituito con Reneged (in italiano: Rinnegato).
- The Collective (in italiano: I collettivi): gruppi di Proxy che realizzano le volontà di Slender Man. Si dividono principalmente in due categorie: i Guardians (in italiano: Guardiani) si occupano di salvaguardare il gruppo dalle minacce degli The Hunters (in italiano: I cacciatori), mentre i Served (in italiano: Servi) si occupano di eseguire la volontà di Slender Man, ad esempio lasciando o rimuovendo indizi.[13] Questo termine è stato introdotto per la prima volta nell'ARG TribeTwelve.[14]
- The Renegades (in italiano: I rinnegati): gruppi di Mutinoxy che hanno deciso di vivere insieme per sopravvivere alla persecuzione da parte dei Proxy o di cercare di eliminare la maledizione di Slender Man che li ha condannati. Il termine viene usato nella scrittura dei creepypasta che vedono come protagonisti Slender Man o i Proxy.
- The Hunters (in italiano: I cacciatori): coloro che danno la caccia a Slender Man, come ad esempio gli agenti della SCP Foundation. Il termine viene utilizzato nella scrittura dei creepypasta che riguardano la SCP Foundation o individui che danno la caccia a Slender Man.[15]

## Influenza culturale

### Avvenimenti di cronaca
- Il 31 maggio 2014, nello stato del Wisconsin, nella contea di Milwaukee, due dodicenni, Morgan E. Geyser e Anissa E. Weier, accoltellarono una loro coetanea: le due bambine affermarono poi che il loro gesto consisteva in un  sacrificio umano al personaggio. Il caso divenne uno dei più seguiti negli Stati Uniti d'America ed è ricordato come Accoltellamento di "Slender Man".[16][17]
- Nello Stato dello Ohio, nella città di Hamilton, il 6 giugno 2014 una madre di ritorno dal lavoro venne aggredita in cucina da sua figlia tredicenne con indosso una maschera bianca; la figlia venne quindi arrestata per tentato omicidio e condannata a scontare una pena detentiva in un centro di detenzione giovanile; anche in questo caso la figlia era ossessionata dal personaggio.[18][19]
- Nello Stato della Florida, nella città di Port Richey, una quattordicenne, Lily Marie Hartwell, ossessionata dal personaggio, diede alle fiamme la casa con dentro sua madre e il fratello di 9 anni che riuscirono a salvarsi grazie al sistema antincendio della casa; non vedendo la figlia, la madre cercò invano di rientrare per cercarla, e lo stesso fecero i pompieri che poi ipotizzarono che non fosse all'interno della casa; più tardi la quattordicenne contattò la madre con un messaggio dichiarando di essere stata lei a causare l'incendio. L'adolescente fu rintracciata e arrestata dalle forze dell'ordine per incendio doloso e duplice tentato omicidio nei confronti della madre e del fratellino. Anche in questo caso furono riscontrati influenze del personaggio sulla ragazza.[20][21]

### Cinema
Cortometraggi:
- Slenderman, regia di Dan Fisk (2011)[22]
- The Slender Case, regia di Robert Kouba (2012)[23]
- Slenderman, regia di Steven Greenstreet e Emily Paup (2012)[24]
- Slender, regia di Robert Craft (2012)[25]
- Slender, regia di Scott Feuerhelm e Ethan Anderson (2013)[26]
- Slender, regia di Dave Downes (2013)[27]
- The Slender Man (2013)[28]
- Slender: The Film, regia di Rod Myers e Sam Slocum (2013)[29]
- Slenderman, regia di Aaron Normand (2013)[30]
- Slenderman, regia di Kyle Nichols (2014)[31]
- Slender Man, regia di David Brückner (2014)[32]
- Slender, regia di Dustin Edmonson (2014)[33]
- The Esoteric, regia di Daniel James (2014)[34]
- Curse of the Slender Man, regia di Javi Salvago (2014)[35]

Lungometraggi:
- Always Watching (Always Watching: A Marble Hornets Story), regia di James Moran (2015)[36]
- Slender, regia di Joel Petrie (2016)[37]
- Beware the Slenderman, regia di Irene Taylor Brodsky (2016)[38]
- Slender Man, regia di Sylvain White (2018)[39]

### Documentari
- Beware the Slenderman - documentario di 1 h 57 min della HBO (2016).[40]

### Videogiochi
La grande popolarità di Slender Man portò molti fan a creare dei fan game dedicati al personaggio. Il primo videogioco a riscuotere un discreto successo fu Slender: The Eight Pages, originariamente conosciuto come Slender, un survival horror sviluppato dalla Parsec Productions e rilasciato gratuitamente nel 2012. Il titolo successivo fu Slender's Woods, pubblicato il 19 ottobre 2012 da Zykov Eddy e Aseptic Void. La popolarità del videogioco fu dovuta in parte ai numerosi video di gameplay pubblicati su YouTube dai videogiocatori e per le recensioni di numerosi siti e riviste dedicati al mondo dei videogiochi. Nel marzo 2013 la Parsec Productions con la collaborazione della Blue Isle Studios pubblicò Slender: The Arrival, "il primo videogioco multipiattaforma dedicato al personaggio, sequel ufficiale di Slender: The Eight Pages". Il videogioco è stato distribuito per PC e per le console PlayStation 3 e Xbox 360. Slender: The Arrival è stato il primo videogioco sullo Slender Man distribuito a pagamento.

### Leggende metropolitane
La grande influenza del personaggio ha dato origine a numerose opere immaginarie create dai fan, al punto che si sono create intorno a esse diverse leggende metropolitane. Le leggende metropolitane più note sono quella incentrate sui riferimenti storici sullo Slender Man. I riferimenti sono ambientati in luoghi storici reali o fittizi in cui vengono trovati manufatti, opere o documenti che fanno riferimento a misteriose creature simili allo Slender Man. Queste opere inventate dai fan hanno contribuito alla diffusione virale del personaggio, tanto da far credere che esistesse realmente.

### Altre citazioni
- Aleks Krotoski, un commentatore della BBC Radio 4, si è riferito allo Slender Man come "Il primo grande mito del web".[54]
- Tye Van Horn, uno scrittore della The Elm, ha dichiarato che lo Slender Man è la personificazione della paura verso l'ignoto.[55]
- Eric Knudsen potrebbe aver creato il personaggio Slender Man ispirandosi su un altro personaggio creato da Ben Croshaw nel 2003, in una serie di videogiochi intitolati Chzo Mythos. La serie di giochi comprende un capitolo intitolato: Trilby's Notes, dove una creatura chiamata "Cabadath", a volte indicata come "Tall Man", presenta notevoli similitudini con lo Slender Man. Il personaggio viene descritto come un uomo alto e magro, dal volto vuoto, vestito con un lungo cappotto nero.[56]

### Altre opere ispirate
- Nell'episodio 2 della terza stagione di Lost Girl, una creatura si presenta con l'aspetto dello Slender Man e con poteri simili. Quando l'eroina le chiede che cosa è, egli risponde che tra i tanti nomi che gli sono stati dati, Slender Man è uno dei più recenti.[57]
- Il film I bambini di Cold Rock (titolo originale: "The Tall Man"), narra di una piccola città negli USA, dove molti bambini sono scomparsi senza lasciare traccia. La superstizione cittadina parla di un uomo alto e scuro, che li rapisce nel cuore della notte. Si pensa che il film si sia ispirato allo Slender Man.[50]
- Nel videogioco Minecraft, esiste un mostro chiamato Enderman chiaramente ispirato allo Slender Man sia per il nome che per le abilità. Lo stesso Notch ha dichiarato, nella discussione su Reddit, che avrebbe dato un nome che avrebbe fatto riferimento allo Slender Man, poiché si era ispirato a quest'ultimo per creare l'Enderman.[58][59]